# Födelsedagsparadoxen

Grafen visar sannolikheten, för att minst två personer i en grupp har samma födelsedag, som funktion av gruppens storlek.

Födelsedagsparadoxen är inom sannolikhetsläran benämningen på det för många intuitivt oväntade faktum, att sannolikheten är större än femtio procent för att det i en grupp om 23 slumpmässigt utvalda personer finns minst två med samma födelsedag.
Om det i gruppen finns minst 57 personer, så är motsvarande sannolikhet större än 99 procent. Med hjälp av den så kallade brevlådeprincipen kan man dra slutsatsen att den aktuella sannolikheten är lika med 100 procent först då gruppen består av 366 personer. Beräkningarna är gjorda under förutsättning att året har 365 dagar och att antalet födda en viss dag inte är större än antalet någon annan dag. 
En frågeställning av mer generellt slag är det så kallade födelsedagsproblemet, som i sannolikhetsteorin handlar om att finna sannolikheten för att inget par i en grupp om n personer har matchande födelsedagar av d lika sannolika födelsedagar.
Ett än mer generellt problem om sammanträffanden av detta slag har lagts fram av matematikern de Montmort.

## Att förstå paradoxen
För att underlätta förståelsen av paradoxen kan man närma sig problemet genom att beräkna sannolikheten för att ingen har samma födelsedag som någon annan i gruppen, det vill säga: "Vad är sannolikheten för att person 1 har en viss födelsedag, person 2 en annan och person 3 ytterligare en annan" etcetera. Varje gång man betraktar en ny person, blir sannolikheten mindre för att denne inte har samma födelsedag, som någon annan.  Den första personen har således 365 dagar att "välja" mellan, person 2 har 364, person 3 har 363, och så vidare.
Ett av de problem, som kan lägga hinder i vägen för förståelsen av paradoxen, är att man inte uppfattat att frågan gäller om någon i rummet har samma födelsedag som någon annan, det vill säga att det inte handlar om huruvida en viss preciserad person har samma födelsedag som någon annan i gruppen.

## Matematisk beskrivning
Födelsedagsproblemet har formulerats på många olika sätt. I följande beskrivning av problemet, hämtat ur läroboken Stokastik, utgår vi från frågan: Vad är sannolikheten att det i en klass på {\displaystyle n} elever finns några som har samma födelsedag? Ordet några är skrivit i fetstil, då en förekommande missuppfattning är att födelsedagsproblemet handlar om en specifik födelsedag, eller en specifik person. I beräkningen nedan görs följande tre antaganden: 
1. Första antagandet är att elevernas födelsedagar är oberoende. Beroende uppkommer bara då det finns tvillingar; så vi har ett rimligt antagande, som alltså är att det inte finns några tvillingar.
2. Andra antagandet är att året har 365 dagar (skottdagen förekommer ej).
3. Tredje antagandet är att födelsedagar är jämnt spridda över året (till exempel antas att födelsedagar i januari är lika sannolika som födelsedagar i september).

Under dessa antaganden vill vi beräkna sannolikheten att några, av {\displaystyle n} elever, har samma födelsedag; beteckna denna händelse med {\displaystyle A}. Om det är svårt att beräkna {\displaystyle P(A)} kan vi pröva att beräkna {\displaystyle P(A^{\complement })}, vilket är vad vi ska göra. För om vi beräknat {\displaystyle P(A^{\complement })} vet vi att {\displaystyle P(A)=1-P(A^{\complement })} (se Kolmogorovs axiom). 
{\displaystyle P(A^{\complement })} betyder sannolikheten att ingen har någon gemensam födelsedag (att alla har olika födelsedagar). Om nu alla måste ha olika födelsedagar kan första eleven ha en födelsedag, vilken dag som helst, detta sker med sannolikheten {\displaystyle 1}. Om nu nästa person måste ha en annan födelsedag kan han välja en av återstående {\displaystyle 364} dagar. Sannolikheten att den andra personen har någon av resterande dagar som födelsedag är därför {\displaystyle {\frac {364}{365}}}.
Låt oss skriva första sannolikheten som {\displaystyle (1-{\frac {0}{365}})} och andra som {\displaystyle (1-{\frac {1}{365}})}. Nu har vi ett tydligt mönster. Sannolikheten att den tredje personen har en annan födelsedag är {\displaystyle (1-{\frac {2}{365}})}, fjärde är {\displaystyle (1-{\frac {3}{365}})}, och så vidare tills {\displaystyle n}:te personen har en annan födelsedag med sannolikheten {\displaystyle (1-{\frac {n-1}{365}})} (om {\displaystyle n\geq 365} är {\displaystyle P(A)=1}). Enligt definitionen av oberoende händelser har vi.
{\displaystyle P(A^{\complement })=(1-{\frac {0}{365}})\cdot (1-{\frac {1}{365}})\cdot (1-{\frac {2}{365}})\cdots (1-{\frac {n-2}{365}})\cdot (1-{\frac {n-1}{365}})}
{\displaystyle =\prod _{i=0}^{n-1}(1-{\frac {i}{365}})}
Svaret på frågan är således
{\displaystyle P(A)=1-P(A^{\complement })=1-\prod _{i=0}^{n-1}(1-{\frac {i}{365}})}
Tabellen nedan visar sannolikheten för några värden, n.
| n   | p(n)                              |
| --- | --------------------------------- |
| 10  | 11,7 %                            |
| 20  | 41,1 %                            |
| 23  | 50,7 %                            |
| 30  | 70,6 %                            |
| 50  | 97,0 %                            |
| 57  | 99,0 %                            |
| 100 | 99,99997 %                        |
| 200 | 99,9999999999999999999999999998 % |
| 300 | (100 − (6×10−80)) %               |
| 350 | (100 − (3×10−129)) %              |
| 365 | (100 − (1,45×10−155)) %           |
| 366 | 100 %                             |

### Approximering av svaret
Det är möjligt att approximera produkten med {\displaystyle (1-{\frac {i}{365}})\approx \mathrm {e} ^{-i/365}}. 
{\displaystyle \prod _{i=0}^{n-1}(1-{\frac {i}{365}})=\prod _{i=1}^{n-1}(1-{\frac {i}{365}})\approx \prod _{i=1}^{n-1}\mathrm {e} ^{-{\frac {i}{365}}}=\mathrm {e} ^{-\sum _{i=1}^{n-1}{\frac {i}{365}}}=\mathrm {e} ^{-{\frac {n(n-1)}{2}}\cdot {\frac {1}{365}}}}
Där formeln för aritmetisk summa använts i sista likheten.